# Dalbergia sissoo
Dalbergia sissoo är en växtart som beskrevs av Dc. Dalbergia sissoo ingår i släktet Dalbergia, och familjen ärtväxter. Inga underarter finns listade i Catalogue of Life.
Dalbergia sissoo är ett träd som växer i Indien, Pakistan och Nepal. Det återfinns främst vid floder under 900 m ö.h., men förekommer naturligt upp till 1 300 meters höjd. Temperaturen i växtmiljön ligger i genomsnitt på 10 – 40°C, men kan variera från köldgrader upp till 50°. Trädet klarar en genomsnittligt årlig nederbörd på 2 000 mm regn, och torrperioder på 3 – 4 månader. Jordkvaliten kan variera från ren sand och grus till rika jordar på flodbankar. Unga plantor tål skugga dåligt. 
Träslaget finns bland annat i möbler, och är internationellt känt som ett utmärkt möbelträ, men används också som ett viktigt bränsle och som byggmaterial. Med sina multipla användningsområden, sin tålighet för lättare frost och långa torrperioder, är det ett välanvänt träd vid trädodling, återskogning och andra användningsområden inom skogsodlingen. Det är, näst teak, det mest odlade timmerslaget i Haryana och resten av Indien, vid vägkanter och som skuggträ för teplantager.

## Bildgalleri

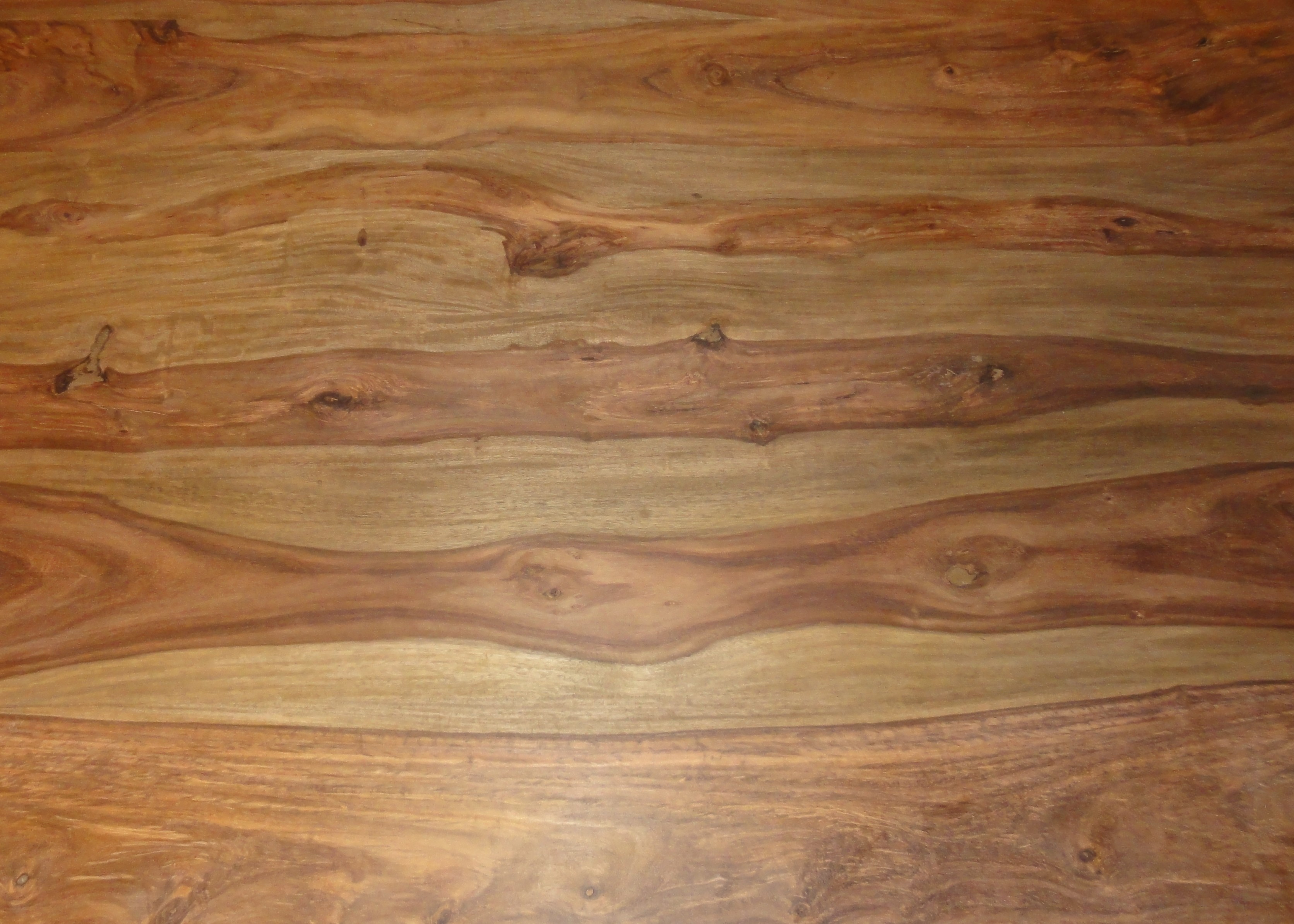
trä från trädet.
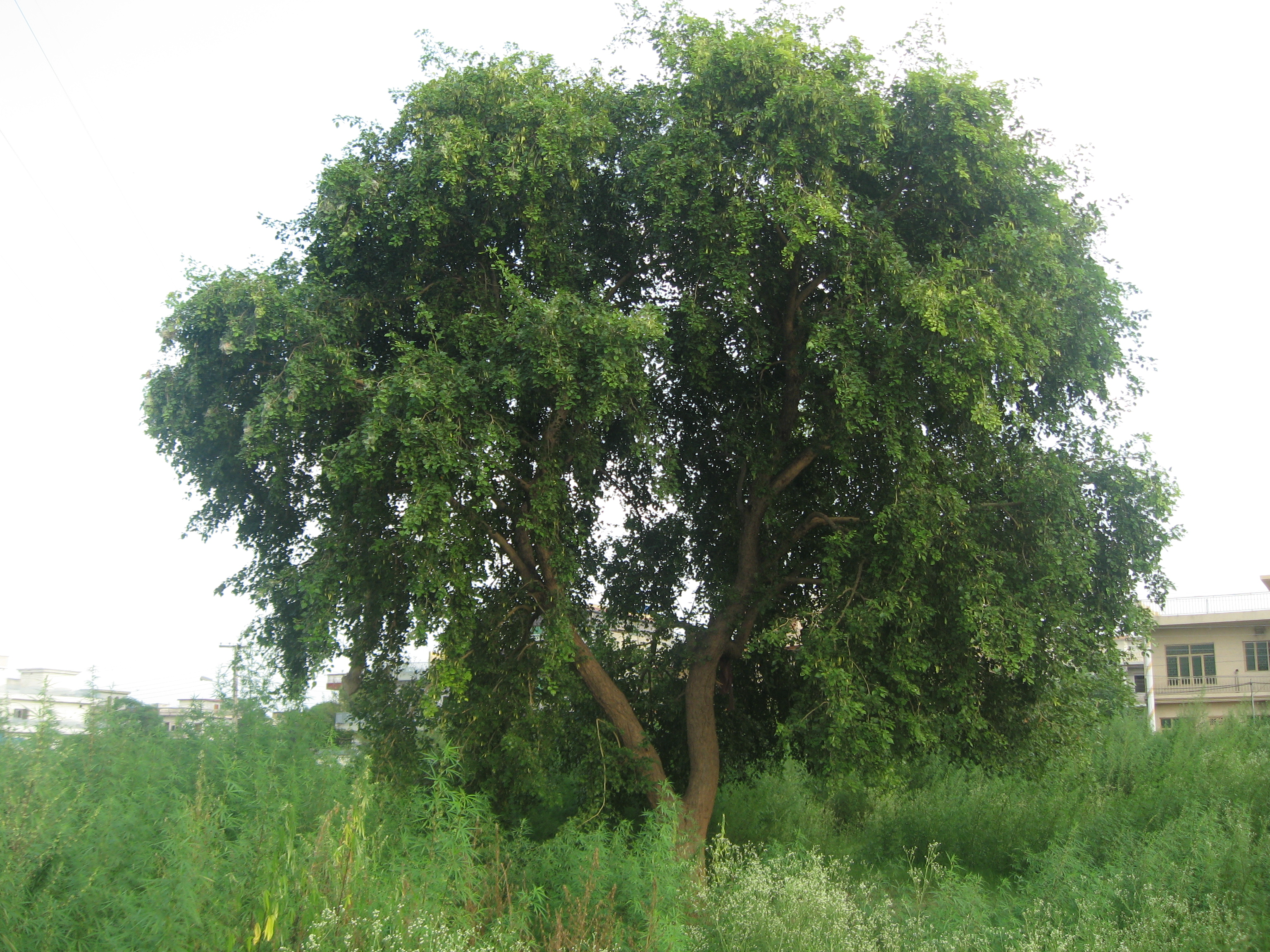
ensam stående träd.